# Grand Wizzard Theodore
Grand Wizzard Theodore (født som Theodore Livingston den 5. marts 1963 i Bronx i New York City i USA) er en amerikansk hiphop-dj og generelt anerkendt som opfinderen af scratching.
Theodore fik undervisning af sin bror Mean Gene i djing allerede inden han var teenager. Udover scratching, så opnåede Theodore berømmelse for sin beherskelse af needle drops samt andre teknikker som han opfandt eller fuldendte. Theodore var også i lære under Grandmaster Flash.
I begyndelsen af 1980'erne var Theodore medlem af gruppen Grandwizard Theodore & the Fantastic Five. De udgav "Can I Get a Soul Clap" i 1980. Han medvirkede også i filmen Wild Style fra 1983, ligesom han bidrog til filmens lydspor. Han forklarede oprindelsen af scratching i dokumentarfilmen Scratch.
Theodores frase "Say turn it up" fra nummeret "Fantastic Freaks at the Dixie" er blevet samplet af mange hiphop- og rapkunstnere, såsom Public Enemy (i nummeret "Bring the Noise"), Bomb the Bass (i nummeret "Megablast") og mange andre.